# Grablovičeva ulica, Ljubljana
Grablovičeva ulica je ena izmed ulic v Ljubljani.

## Zgodovina
Leta 1923 je občinski svet poimenoval dotedanjo neimenovano cesto ob Dolenjski železnici (med Zaloško in Šmartinsko cesto) po Antonu Grablovicu, slovenskemu politiku in delavskemu organizatorju.
Po drugi svetovni vojni so preimenovali dotedanjo ulico Ob dolenjski železnici v Grablovičevo in jo tako podaljšali.

## Urbanizem
Grablovičeva ulica poteka od T-križišča s Bolgarsko ulico do T-križišča s Povšetovo ulico. 
Od glavne ceste se odcepi več dodatnih krakov ulice:
- od glavne ceste in se povezuje na Potrčevo ulico,
- slepi krak in
- krak, ki se priključi na Povšetovo ulico.

Na cesto se (od severa proti jugu) povezujejo: Korytkova, Sketova, Potrčeva, Zaloška in Ob Ljubljanici.